# Fissura horizontalis pulmonis dextri

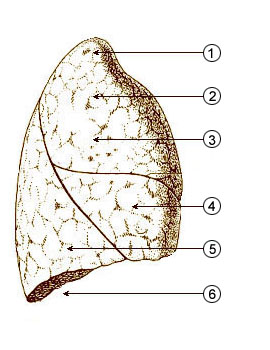
De fissura horizontalis is de lijn tussen de met 3 en 4 gemarkeerde structuren (respectievelijk de rechter boven- en middenkwab)

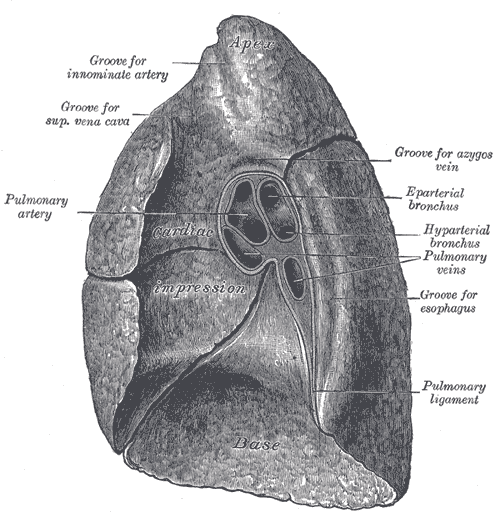
De rechterlong vanaf mediaal gezien. De fissura minor is links zichtbaar

De fissura horizontalis pulmonis dextri is de Latijnse naam voor de groeve tussen de midden- en bovenkwab van de rechterlong. In de radiologie wordt de fissuur ook wel fissura minor genoemd, ter onderscheiding van de fissura obliqua, die ook wel fissura major wordt genoemd.
De fissura horizontalis kent het toevoegsel pulmonis dextri (letterlijk "van de rechterlong"), maar eigenlijk is deze toevoeging overbodig. De linkerlong heeft doorgaans geen middenkwab en bezit derhalve geen fissura horizontalis.
De fissura horizontalis loopt ongeveer evenwijdig aan het transversale vlak en reikt vanaf de fissura obliqua tot aan de voorzijde van de borstkaswand en volgt daarbij voor een deel het traject van de vierde rechter rib.
Op longfoto's is de fissura horizontalis vaak op zowel voorachterwaartse opnames als op de laterale opname als een witte lijn zichtbaar. Met name als er zich (veel) vocht tussen de twee viscerale pleurabladen van de rechter boven- en middenkwab bevindt, is de fissuur duidelijker zichtbaar.